# Tonga nos Jogos Olímpicos de Verão de 2004
Tonga competiu nos Jogos Olímpicos de Verão de 2004, em Atenas, na Grécia.

## Desempenho

### Atletismo
Masculino
| Atletas       | Evento | Preliminar | Preliminar | Quartas     | Quartas     | Semifinal   | Semifinal   | Final       | Final       |
| Atletas       | Evento | Marca      | Posição    | Marca       | Posição     | Marca       | Posição     | Marca       | Posição     |
| ------------- | ------ | ---------- | ---------- | ----------- | ----------- | ----------- | ----------- | ----------- | ----------- |
| Filipo Muller | 100 m  | 11s18      | 73º        | Não avançou | Não avançou | Não avançou | Não avançou | Não avançou | Não avançou |